# Karl Johann Heinrich Neumann
Karl Johann Heinrich Neumann (Königsberg, 1823. december 27. – Boroszló, 1880. június 29.) német történetíró és geográfus.

## Életútja
Saját erejéből emelkedett fel az egyetemi tanárságig. 1856-ban jelent meg első, befejezetlenül maradt munkája: Die Hellenen in Skythenland. Kiváló érdemeket szerzett a berlini Zeitschrift für allgemeine Erdkunde című folyóirat szerkesztése által (1856-1860). 1860-ban a boroszlói egyetemen az ókori történet és földrajz rendkívüli tanára lett. Halála után a következő munkák jelentek meg hagyatékából: Geschichte Roms während des Verfalls der Republik (2 kötet, 1881-84); Das Zeitalter der Punischen Kriege (1883); Physikalische Geographie von Griechenland (1885).